# Conus angioiorum
Espèce
Statut de conservation UICN

 DD  : Données insuffisantes
Conus angioiorum est une espèce de mollusques gastéropodes marins de la famille des Conidae.
Comme toutes les espèces du genre Conus, ces escargots sont prédateurs et venimeux. Ils sont capables de « piquer » les humains et doivent donc être manipulés avec précaution, voire pas du tout.

## Description
La taille de la coquille varie entre 26 mm et 45 mm.

## Distribution
Cette espèce est présente dans l'océan Indien au large de la Somalie et de Madagascar.

### Niveau de risque d’extinction de l’espèce
Selon l'analyse de l'UICN réalisée en 2011 pour la définition du niveau de risque d'extinction, cette espèce est présente au large de Djiboutii et peut-être de l'Érythrée. Elle a une aire de répartition restreinte, mais bénéficie d'une certaine protection en raison du statut protégé de la mer Rouge. Cependant, on sait peu de choses sur cette espèce car il n'y a pas d'enregistrements récents. Il existe des menaces potentielles dans la région, mais il est actuellement impossible d'en évaluer les effets sur cette espèce. Des recherches supplémentaires sont donc nécessaires sur la population, la distribution, l'habitat et les menaces potentielles de l'espèce, qui a été inscrite sur la liste des données insuffisantes.

## Taxonomie

### Publication originale
L'espèce Conus angioiorum a été décrite pour la première fois en 1992 par les malacologistes Dieter Röckel (d) (1922-2015) et Robert Gerard Moolenbeek (d) dans la publication intitulée « Acta Conchyliorum »,.

### Synonymes
- Conus (Phasmoconus) angioiorum Röckel & Moolenbeek, 1992 · appellation alternative
- Phasmoconus (Phasmoconus) angioiorum (Röckel & Moolenbeek, 1992) · non accepté
- Phasmoconus angioiorum (Röckel & Moolenbeek, 1992) · non accepté

## Identifiants taxonomiques
Chaque taxon catalogué par les bases de données biologiques et taxonomiques possède un identifiant qui permet d'établir un point de référence. Les identifiants de Conus angioiorum dans les principales bases sont les suivants :
CoL : 5ZXMT - GBIF : 6510659 - iNaturalist : 431831 - IRMNG : 11775257 - TAXREF : 155457 - UICN : 192466 - 